# 반코마이신 내성 창자알균
반코마이신 내성 창자알균(vancomycin-resistant Enterococcus 또는 vancomycin-resistant enterococci 또는 VRE) 또는 반코마이신 내성 장알균 또는 반코마이신 내성 장구균은 장내구균 균주 중 반코마이신 항생제에 내성을 보이는 박테리아 균주를 통칭하는 말이다. 1986년 프랑스에서 처음 보고되었다.

## 같이 보기
- 장내구균
- 폐렴구균
- 폐렴간균
- 반코마이신 내성 황색 포도상구균
- ESKAPE
- 객관적 구조화된 임상 시험